# Vlindervallei
Vlindervallei, een Requiem (Deens: Sommerfugledalen, Et Requiem) is een compositie van Svend Nielsen uit 1998. 

## Geschiedenis
Vlindervallei is gebaseerd op een in Denemarken bekende en breed gewaardeerde sonnetcyclus Sommerfugledalen, et Requiem van Inger Christensen. Die cyclus bestaat uit 14 sonnetten en een afronding. De reglementen voor sonnetten zijn zeer stringent. Voor sonnetreeksen zo mogelijk nog strakker.

Inger Christensen heeft de vlinders in de Brajcino Vallei te Macedonië beschreven en direct daaraan verbonden de cyclus rups, cocon, vlinder, dood en de breekbaarheid van (al) het leven. Vandaar de aanvullende titel Een Requiem. Het geciht valt in twee delen uiteen; de eerste zeven zijn lichtvoetig; de laatste zeven zijn wat zwaarmoediger.

De sonnetcyclus is dermate populair dat hij in korte tijd genomineerd is om opgenomen te worden in de canon van 12 belangrijkste werken binnen de Deense poëzie.
Nielsen kreeg een gedrukte versie van de reeks van zijn vrouw als verjaardagscadeau. De populariteit blijkt uit het feit dat naast Nielsen, ook een andere Deense componist, Niels Rosing-Schow de sonnettenreeks heeft voorzien van muziek. 

## Compositie
Svend Nielsen heeft vaker voor (met name) Deense gedichten toonzettingen gecomponeerd. Dit werk heeft een lange historie. In 1998 heeft Nielsen eerst een versie bestaande uit maar 7 sonnetten gecomponeerd; voor 12-stemmig koor. In 2003 heeft hij die compositie uitgebreid met de overige sonnetten; het leverde een compositie voor koor en orkest op. In 2004 heeft jij dan zijn eerste versie aangevuld, zodat ook voor koor alleen er een versie is met alle sonnetten.

De koorstemmen klinken fragiel en licht, net als vlinders. De zangstemmen gaan dwars door elkaar heen, zonder dat de muziek chaotisch klinkt. De toonzetting is zodanig dat de stemmen lijken te fladderen, net zoals vlinders dat doen: aanzetten, vlinder omhoog, vleugels stil, vlinder omlaag en dat talloze malen achter elkaar. 

### Delen
De muziek wordt zonder onderbreking uitgevoerd en duurt in totaal iets langer dan drie kwartier:
1. Yndefludt;
2. Elskværdigt;
3. Slimet;
4. Filtret;
5. Flagrende (leggiero) distinkt;
6. Svævende;
7. Søgende;
8. Semplice, som en fjent koral, molto sostenuto;
9. Mumlende;
10. Sostenuto, tøvende;
11. Dolce;
12. Indadvendt;
13. Dansende;
14. Støvet;
15. maatslag 76.

## Trivia
Bij de opname door vocaal ensemble Ars Nova voor Dacapo is na de compositie ook een gesproken versie, door de dichteres zelf, van de reeks te horen. Daaruit blijkt al dat het Deens uitermate geschikt is voor het omschrijven van vlinders. De Deense klanken dansen al, zonder dat er muziek bij geschreven is.

## Bron
- Uitgave Dacapo en
- Samfundet, de uitgeverij van Nielsen.